# Une jeunesse (roman de Modiano)
Pour les articles homonymes, voir Une jeunesse.
Une jeunesse est un roman de Patrick Modiano paru en 1981. Ce roman a été adapté au cinéma en 1983 dans le film Une jeunesse de Moshé Mizrahi.

## Résumé
À Paris, deux jeunes gens, Odile et Louis apprennent à connaître la ville et à vivre une vie d'errance, d'insouciance et d'aventure. Après avoir terminé son service militaire, à 19 ans, Louis, dont les parents sont morts, a décidé de suivre son mentor Brossier, qui travaille dans l'"industrie automobile" à Paris. Dans le même temps, Odile essaye une carrière de chanteuse, l'enregistrement d'un disque avec l'aide d'un ami, George Bellune, auteur de la célèbre opérette "Hawaii Roses" et agent d'une compagnie de disques. Peu de temps après, les chemins d'Odile et de Louis sont étroitement liés. Quand Bellune se suicide, Odile a rencontré Louis, qui a accompagné Brossier à la gare. Odile étant dans un mauvais état, est raccompagnée chez elle par Louis. Peu de temps après, ils décident de vivre ensemble. Louis a commencé à travailler comme gardien dans un garage propriété de Roland de Béjardy, un ami de Brossier. Pendant ce temps, Odile rencontre Vietti, qui, après avoir profité d'elle, lui trouve un emploi en tant que chanteuse dans un cabaret. Vietti cherche à exploiter la misère de Odile offrant de l'argent en échange de rapports sexuels. Pendant ce temps, Louis a commencé à gagner de l'argent. Brossier leur conseille de prendre un appartement plus grand, mais Louis commence à soupçonner que dans le trafic de Béjardy il y a quelque chose de louche.
Louis et Odile ont passé quelques semaines en Angleterre chez Axter à qui ils ont remis de l'argent de la part de Béjardy. Après leur retour à Paris, les soupçons sont confirmés sur Béjardy : Louis apprend qu'il est un meurtrier. Peu après, Béjardy décide de fermer le garage et Louis est encore une fois au chômage.
Avant d'aller en Angleterre, Odile a fait la connaissance d'une jeune femme russe, Mary, qui rêve d'ouvrir une boutique de mode. En attendant Béjardy propose à Louis de se rendre à Genève pour blanchir de l'argent, Louis accepte. Mais il décide d'aller à Nice avec Odile, plutôt qu'à Genève, en gardant l'argent de Béjardy, pour commencer une nouvelle vie. Plus tard, Louis et Odile utiliseront l'argent comme capital de départ pour créer un orphelinat dans la campagne. À l'âge de près de 35 ans, Louis et Odile vont vivre à la campagne, ont deux enfants et envisagent le lancement d'un restaurant. Leur jeunesse est terminée.

## Personnages principaux
- Louis Memling, le narrateur, jeune homme qui vient d'achever son service militaire
- Odile, bonne amie puis compagne de Louis
- Georges Bellune, compositeur autrichien, auteur de l'opérette Hawaï Roses, mentor d'Odile
- Jean Claude Brossier, tuteur financier de Louis
- Roland Chantain de Béjardy, trafiquant et garagiste
- Jacqueline Boivin, belle Éthiopienne, étudiante et fiancée de Brossier
- Nicole "Coco" Haas, cavalière, compagne de Béjardy
- Bauer, ancien peintre
- Mari, ami d’Odile
- Axter, trafiquant anglais et ami de Béjardy